# 建設関連の業界団体の一覧
日本の建設関連の業界団体の一覧（けんせつかんれんのぎょうかいだんたいのいちらん）を示す。
建設業者の親睦などを目的とする団体、技術向上などを行う団体など、多岐にわたる。

## 業界団体一覧
- インテリア産業協会
- リビングアメニティ協会
- 長期使用住宅部材標準化推進協議会
- 輸入住宅産業協会
- 日本建築構造技術者協会
- 全国中小建設業協会
- 全日本建築士会
- 日本建築士会連合会
- 日本建設組合連合（建設連合）
- 日本建築士事務所協会連合会
- 日本建築家協会
- 日本建築家政治連盟
- 全国室内環境改善事業協同組合
- 日本測量協会
- 全国測量設計業協会連合会
- 全国建築施工管（監）理技士協会
- 日本室内装飾事業協同組合連合会
- 日本鉄道建設業協会
- 日本木造住宅産業協会
- プレハブ建築協会
- 日本建築材料協会
- 日本樹脂施工協同組合
- 全国アロンコート・アロンウォール防水工事業協同組合
- 全国パラテックス防水工事業協同組合
- 全国パラロン・ケミアスルーフ防水工事業協同組合
- 全日アスファルト防水事業協同組合
- 全日本ウレタン工事業協同組合
- 全日本特殊アスファルト工事業協同組合
- 大成住宅事業協同組合
- 全国コンクリートカッター工事業協同組合
- 全国店舗設計装備協同組合
- 日本住宅開発協会
- 日本店装チェーン
- 全国止水躯体補修工事協同組合
- 日本パウダーコーティング工事業協同組合
- ロングライフビル推進協会
- 全国ビルメンテナンス協会
- 建設荷役車両安全技術協会
- 全国建設機械器具リース業協会
- 日本建設機械施工協会
- 日本建設機械レンタル協会
- 住宅生産団体連合会
- 全国建設業協会
- 全国建設産業協会
- 日本建築材料協会
- 全国建設業協同組合連合会
- 建築技術教育普及センター
- 建設業技術者センター
- 建築業協会
- 全国鉄筋工事業協会
- 日本インテリアクリエイター交流協会
- 日本電力建設業協会
- 日本建築積算協会
- 電信電話工事協会
- 日本建設業団体連合会
- 日本建設組合連合
- 日本医療福祉建築協会
- 日本建設産業職員労働組合協議会
- 日本土木工業協会
- 日本造園建設業協会
- 日本膜構造協会
- 日本免震構造協会
- 日本クレーン協会
- 全国クレーン建設業協会
- 日本空調衛生工事業協会
- 日本道路協会
- 日本道路建設業協会
- 施工情報化協議会
- 全国仮設安全事業協同組合
- 全国管工事業協同組合連合会
- 全国建設関係行政書士協議会
- 全国道路利用者会議
- 全国土木施工管理技士会連合会
- 現場技術土木施工管理技士会
- 建築設備綜合協会
- 日本土木工業協会
- 日本測量調査技術協会
- 日本地域開発センター
- 日本ツーバイフォー建築協会
- 日本造園組合連合会
- 日本住宅建設産業協会
- 日本住宅基礎工事業協会
- 日本産業再建技術協会
- 日本左官業組合連合会
- 日本公園施設業協会
- 日本公園緑地協会
- 日本金属工事業協同組合
- 日本技術士会
- 日本機械土工協会
- 日本水景協会
- 都市環境エネルギー協会
- 日本電設工業協会
- 全日本電気工事業工業組合連合会
- 全日電工連政治連盟
- 鉄骨建設業協会
- 高山建設業協会
- 全日本畳事業協同組合
- 全日本板金工業組合連合会
- 日本建築板金協会
- ソーラーシステム振興協会
- 全国マスチック協同組合連合会
- 全国リボーン側溝工業会
- 全国建具組合連合会
- 全国住宅宅地協会連合会
- 全国住宅供給公社等連合会
- 全国宅地建物取引業協会連合会
- 全国自動ドア協会
- 全国タイル業協会
- 人工軽量骨材協会
- 商業施設技術者団体連合会
- 情報科学技術協会
- 情報基盤協議会
- 情報通信設備協会
- コンクリートパイル建設技術協会
- コンクリートポール・パイル協会
- マンション管理業協会
- 建設コンサルタンツ協会
- 建築改装協会
- テンションガイド工法協会
- 都市計画コンサルタント協会
- 日本空気清浄協会
- 軽仮設リース業協会
- 架橋ポリエチレン管工業会
- 仮設工業会
- 鋼管杭協会
- 合成高分子ルーフィング工業会
- 日本合板検査会
- 全国圧入協会
- 日本窯業外装材協会
- 全国防災協会
- 日本防災システム協会
- 日本建築防災協会
- 自然災害研究協議会
- 全国地質調査業協会
- 斜面防災対策技術協会
- 震災予防協会
- 地震予知総合研究振興会
- 砂防・地すべり技術センター
- グリーン建築推進協議会
- 全国道路標識・標示業協会